# Neoventuria argentinensis
Neoventuria argentinensis är en svampart som först beskrevs av Speg., och fick sitt nu gällande namn av Syd. & P. Syd. 1919. Neoventuria argentinensis ingår i släktet Neoventuria, klassen Dothideomycetes, divisionen sporsäcksvampar och riket svampar.   Inga underarter finns listade i Catalogue of Life.